# 大橋基
大橋 基（おおはし もとい、1965年 - ）は、日本の哲学研究者。新潟県生まれ。法政大学大学院人文科学研究科博士課程単位取得退学。

## 著書（共著）
- 『21世紀の倫理――歴史・思想・課題』、DTP出版、2004年
- 『自然と人間――哲学からのアプローチ』（大東俊一・奥田和夫・菅沢龍文・大貫義久 編著）、梓出版社、2006年
- 『共生のスペクトル』、DTP出版、2007年
- 『ヘーゲル　現代思想の起点』（滝口清栄・合澤清 編著） 社会評論社、2008年

## 主要論文
- ヘーゲル『自然法論文』における「服従」の概念（日本倫理学会編『倫理学年報』第48集、1999年）
- イェーナ期ヘーゲルの徳倫理学（社会思想史学会編『社会思想史研究』第24号、2000年）
- 「自己犠牲」と「道徳性」（日本倫理学会編『倫理学年報』第51集、2002年）
- ヘーゲルの「刑罰」論における復讐心の問題（日本ヘーゲル学会編『ヘーゲル哲学研究』第11号、2005年）
- 官僚倫理と不偏性請求（日本ヘーゲル学会編『ヘーゲル哲学研究』第20号、2014年）
- 「戦争」の倫理と「平和」の技法（法政大学文学部編『法政大学文学部紀要』第70号、2015年）

## 翻訳
- K・オット、M・ゴルケ編著（A・ヴァルナー、滝口清栄 監訳）『越境する環境倫理学』 現代書館、2010年
- R・B・ピピン著（星野勉 監訳）『ヘーゲルの実践哲学』 法政大学出版局、2013年